# Las extraordinarias aventuras de Adèle Blanc-Sec
Las extraordinarias aventuras de Adéle Blanc-Sec (en francés Les Aventures extraordinaires d'Adèle Blanc-Sec) es una serie de historietas creada por el artista francés  Jacques Tardi. El título original de esta serie, muy famosa en los países francófonos, es Les Aventures extraordinaires d’Adèle Blanc-Sec. Sus dos primeros relatos fueron publicados en álbumes en 1976 por la casa editorial Casterman, siendo continuada en el semanario francés A Suivre a partir de 1980. En 2007, el semanario francés Télérama prepublicó la novena y penúltima aventura de Adèle Blanc-Sec después de nueve años de parón. En 2022 se publicó el último álbum, "El bebé de Buttes-Chaumont", que pone definitivamente punto final a las aventuras de la heroína de Jacques Tardi.

## Presentación
Excepto en el álbum El secreto de la salamandra, en el cual su presencia es marginal, el personaje principal de la serie es Adèle Blanc-Sec, una escritora parisina. 
Sus aventuras se desarrollan entre 1911 y 1922. Sin embargo, no se incluye el periodo de la Primera Guerra Mundial ni el año 1913. El único escenario de las aventuras es París y su periferia. 
Adèle Blanc-Sec no deja de buscarse problemas y enemigos. A pesar de que es vigilada por la policía, logra escapar de posibles investigaciones porque amenaza con difundir algunas revelaciones acerca de casos polémicos. Entre sus enemigos se encuentran científicos locos y policías.
Es una mujer muy curiosa: nunca vacila en acudir a citas peligrosas y sospechosas. Se encuentra a menudo con monstruos prehistóricos, una secta desaparecida e individuos peligrosos y extraños. 
Escapa a muchas ataques, pero es herida varias veces. Incluso es asesinada pero devuelta a la vida gracias a métodos científicos.

## Adèle
Adèle es bonita, gusta a los hombres, y éstos no vacilan en decirle que es atractiva. En cambio, las mujeres la odian por celos. Solía fumar, pero abandonó esa costumbre en 1918. Viste siempre con elegancia, con sombreros que, sin embargo, algunos consideran a veces ridículos. Tiene el pelo largo, pero se lo corta el 11 de noviembre de 1918 (día del armisticio). Adèle no es patriota, y desconfía de las nociones de patria y nación.
Adèle es soltera y vive sola. Perdió a su madre el 6 de julio de 1902 en circunstancias desconocidas, y a su padre el 6 de junio de 1903 en un accidente doméstico. Luego, se separó de su hermana, a la que solo volvería a ver en 1922. En el momento de la separación, su hermana tenía cinco años, mientras que Adèle ya estaba trabajando. Así, se puede calcular que en 1911 Adèle tenía unos 25 años. Su hermana es modelo de desnudos en una escuela de dibujo. Tenía un novio, pero fue asesinado en 1911. Luego fue pretendida por Mouginot, un científico especializado en la vida después de la muerte, quien también moriría asesinado al tratar de salvarle la vida a ella.
Adèle vive en una casa en Meudon, cerca de París, hasta 1912, y luego en un piso en París. No se conoce la ubicación exacta de su piso, pero se trata en un edificio de seis pisos, del que ocupa el quinto. Las paredes de su salón están repletas de libros. Posee una momia, heredada de un pariente que la había traído de Egipto. El piso incluye una sala de baños, donde suele distraerse.
Adèle es escritora. Escribe novelas que se publican en periódicos. Inicialmente escribía novelas policiales, pero luego decidió contar sus propias aventuras. Siempre escribe a máquina. Ha leído Frankenstein. Sus principales novelas son «Le Démon de la Tour Eiffel» (1912), «Adèle et la Bête» (1912), «Momies en Folie» (1922). Tuvieron éxito durante la Guerra Mundial, y por ello fueron reeditadas en 1918. Su editorial es "Éditions Bonnot" (dirigida por L.J. Bonnot). Tras la quiebra de la empresa en 1918, debió buscar otras editoriales.

## Personajes secundarios
Científicos
- Profesor Ménard: profesor de paleontología y uno de los responsables del Jardín de las Plantas de París. Trata de devolver dinosaurios a la vida. Es un amigo de Adèle.
- Zborowsky: ayudante del profesor Ménard. Se enamora de Adèle, pero sin éxito, por eso se vuelve loco y es encarcelado.
- Robert Espérandieu: otro científico, amigo de Ménard. Tímido y generoso al principio, en realidad es un nacionalista cruel y loco.
- Professeur Dieuleveult: científico y médico que odia a Adèle sin razón. Se convierte en su principal enemigo a partir del número cuatro de la serie, tratando de asesinarla.
- Félicien Mouginot: científico especialista de la vida después de la muerte. Se enamora de Adèle y consigue devolverla a la vida, pero en esta ocasión es asesinado por un hombre de Dieuleveult.

Policiales
- Inspector Caponi: tonto pero honesto, trata de ser nombrado comisario, pero finalmente pierde su grado inicial. Trata varias veces de encarcelar a Adèle.
- Inspectores Rivière y Ribière: agentes ayudantes de Caponi.
- Comisario principal Dugommier: superior de Caponi. Director de una secta. Uno de los peores enemigos de Adèle.
- Simon Flageolet: detective privado que interviene varias veces en las aventuras de Adèle como aliado, pero su trabajo se hace cada vez menos útil.
- Comisario principal Fougerolles: superior de Caponi durante la guerra.
- Comisario Laumanne: violento, desconfía de Adèle.

Bandidos
- Albert: amigo de Adèle, pero en realidad es un traidor y miembro de la secta de Pazuzu.
- Joseph: amigo de Adèle pero también un traidor.
- Lucien Ripol: bandido condenado a muerte por haber asesinado, a pesar de que es inocente. Es el único hombre del que Adèle se ha enamorado.
- Thomas Rove: asesino a sueldo pagado por Dieuleveult para asesinar Adèle, pero solo consiguió eliminar a Mouginot. Muestra una especial manía hacia los gatos.
- Beppe: asesino y mafioso, trata de reconstruir el método de resurrección de Mouginot .

Artistas
- Clara Benhardt: actriz de teatro y miembro de una secta, enemiga de Adèle. Después de varios intentos, logra asesinarla.
- Fia: dibujante.
- Jules-Emile Peissonier: pintor y miembro de la secta Pazuzu.

Otros
- M. Justin de Saint Hubert: cazador profesional muy soberbio.
- Lucien Brindavoine: soldado y amigo de Adèle.
- Roy: vendedor de la tienda Au fou rire, amigo de Brindavoine.
- L.J. Bonnot: editor de Adèle.
- Georgette Chevillard: chica celosa de Adèle.

## Impacto popular
Una adaptación cinematográfica de la serie fue realizada por el cineasta francés Luc Besson, con la actriz Louise Bourgoin en el papel de Adèle. Fue estrenada en Francia el 14 de abril de 2010.
Hay una canción llamada Adèle Blanc-Sec escrita por Frédéric Paris y la banda "La Chavannée" y grabada en el álbum Rage de Danse (1986).

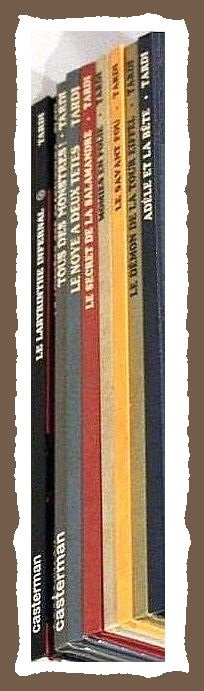
Lomos de los álbumes de la serie.

## Publicaciones

### Revistas
- B.D., L'Hebdo de la B.D. 28 à 39, Éditions Du Square, 1978
- (À SUIVRE)
  - 29 a 33, Casterman, 1980
  - 76 a 81, Casterman, 1984
  - 199 à 201, Casterman, 1994
- Télérama 2998 a 3006, 2007

### Álbumes
- 1976: Adèle et la Bête[11]
- 1976: Le Démon de la Tour Eiffel[12]
- 1977: Le Savant Fou[13]
- 1978: Momies en Folie[14]
- 1981: Le Secret de la Salamandre[15]
- 1985: Le Noyé à Deux Têtes[16]
- 1994: Tous des Monstres ![17]
- 1998: Le Mystère des Profondeurs[18]
- 2007: Le Labyrinthe Infernal[19]
- 2022: "El bebé de Buttes-Chaumont".

### En España
- Adèle y la Bestia (Colección Cimoc Extra Color n.º 0), Norma Editorial, (1981) y (Super Cimoc 1) con diferente portada. Riego Ediciones, (1980)
- El Demonio de la Torre Eiffel (Colección Cimoc Extra Color n.º 1),  Norma Editorial, (1981) y (Super Cimoc 2) Riego Ediciones, (1980)
- El Sabio Loco (Colección Cimoc Extra Color n.º 2),  Norma Editorial, (1981).
- Momias Enloquecidas (Colección Cimoc Extra Color n.º 4),  Norma Editorial, (1982).
- El Secreto de la salamandra (Colección Cimoc Extra Color n.º 6),  Norma Editorial, (1982).
- El Ahogado de dos Cabezas (Colección Cimoc Extra Color nº13),  Norma Editorial, (1985).
- Todos Monstruos (Colección Cimoc Extra Color nº124),  Norma Editorial, (1995).
- El Misterio de las Profundidades (Colección Cimoc Extra Color nº157),  Norma Editorial, (1999).

- LAS EXTRAORDINARIAS AVENTURAS DE ADÈLE BLANC-SEC 1 (recopilatorio de las cuatro primeras aventuras), Norma Editorial, (2010)
- LAS EXTRAORDINARIAS AVENTURAS DE ADÈLE BLANC-SEC 2 (recopilatorio con las aventuras 5ª a la 8ª), Norma Editorial, (2011)
- LAS EXTRAORDINARIAS AVENTURAS DE ADÈLE BLANC-SEC 3 (contiene la 9º historia, y hasta entonces inédita, El laberinto infernal  y además Adiós Brindavoine , La flor en el fusil y El demonio de los hielos  que pertenecen al mismo universo), Norma Editorial, (2012)

### En Argentina
- El demonio de los hielos (Le Demon des Glaces) perteneciente al "universo Adèle" fue publicado por entregas en la revista argentina  El Péndulo entre los números 5 y 10 (1981/82).

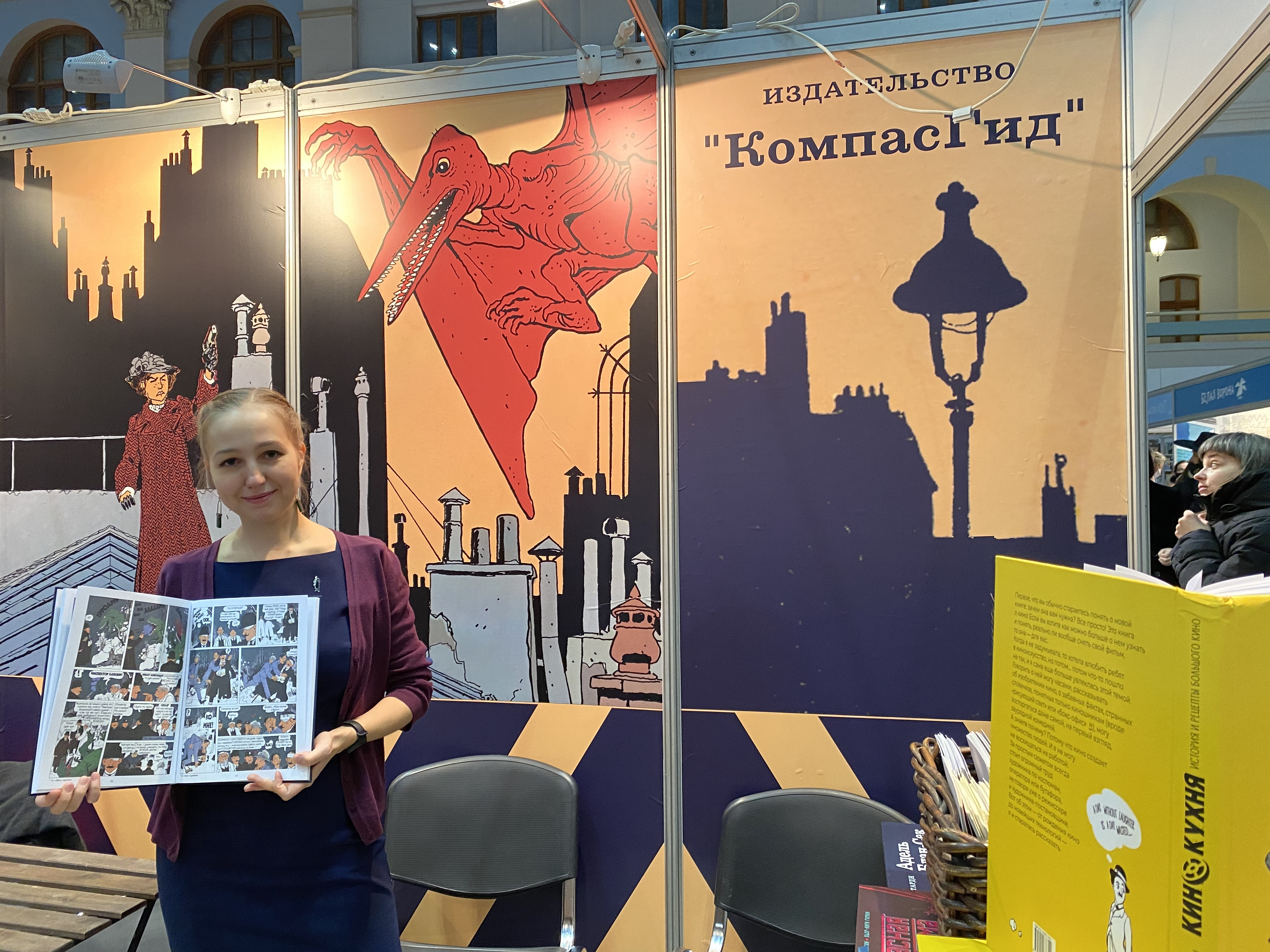
Una traducción rusa de las aventuras de Adèle Blanc-Sec en un puesto de un salón en el 2021